# Каракол
Карако́л (кирг. Каракол, в 1889—1922 и 1939—1992 — Пржевальск) — четвёртый по численности населения город Кыргызстана, административный центр Иссык-Кульской области. Расположен вблизи восточной оконечности озера Иссык-Куль, примерно в 150 км от киргизско-китайской границы и в 380 км от столицы Бишкека, на высоте от 1690 до 1850 метров над уровнем моря.
Площадь Каракола составляет 52,53 км². Численность населения по оценке Национального статистического комитета Кыргызской Республики на начало 2023 года — 81 952 человека (включая Пристань-Пржевальск). На севере, на шоссе ЭМ-09, находится Тюп, а на юго-западе — курорт Джети-Огуз.

## Этимология
Название Каракол носит и город, и река, на которой он расположен.
Топоним Каракол широко употребим в Центральной Азии. Например, в Кыргызстане и Казахстане есть несколько рек с названием с таким названием (в верховьях Чу, в бассейне Сусамыра, в верховьях Таласа и др.), и ещё больше рек с названием, заканчивающимся на -кол или -хол (Улахол, Улакол, Нарынкол, Баянкол, Баянгол и др.).
Компонент -кол объясняется из языков монгольской группы, в которых гол обозначает «река». Первый компонент может быть объяснен как из тюркских, так и из монгольских языков: и в тех, и других кара, хара обозначает «черный», а также имеет множество переносных смыслов (например, «чистый; без примесей», «простой», «простолюдин», «большой, сильный», «северный»).
Буквальный перевод с кыргызского — «черная рука» — по мнению специалистов, не имеет смысла.

## География

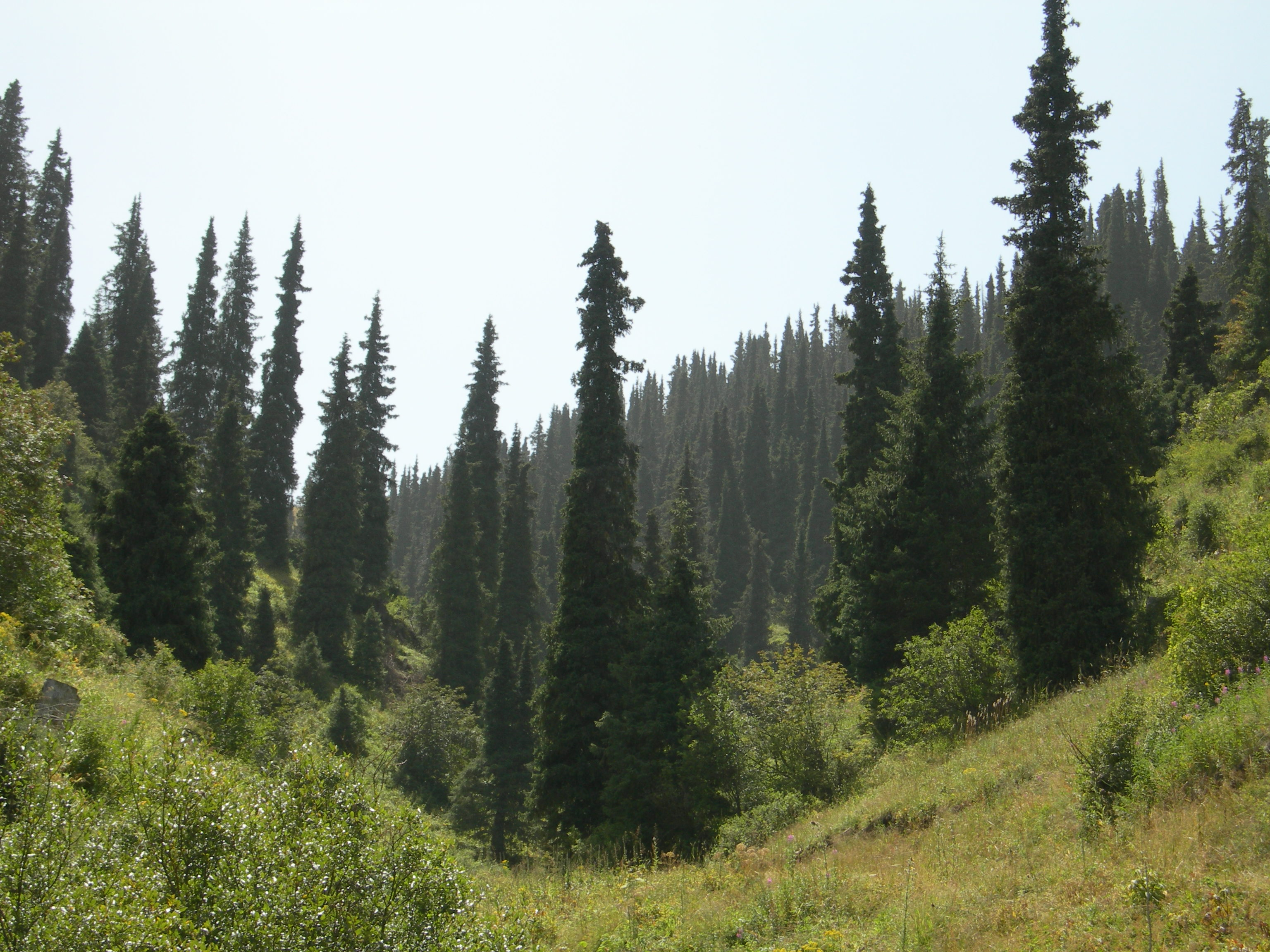
Ущелье Каракол, где был заложен одноимённый город

Город расположен в восточной части Иссык-Кульской области у подножья хребта Терскей-Ала-Тоо в нижнем течении реки Каракол, в 12 км от побережья озера Иссык-Куль, на высоте 1690—1850 метров над уровнем моря. Расстояние до города Бишкек — 400 км, до ближайшей железнодорожной станции Балыкчи — 220 км по автодороге и 184 км водным путём.
Город Каракол привлекает туристов и альпинистов живописными горными ландшафтами. От Каракола на запад по южному берегу Иссык-Куля в 30 км находятся курорты Джеты-Огуз («Семь быков») и Жылуу-Суу («Тёплая вода»). На восток в 10 км — климатобальнеогрязевой курорт Джергалан, а в 50 км в отрогах Тянь-Шаня — ледниковое озеро Мерцбахера. От него трекинг до МАЛ «Хан-Тенгри».
В ущелье Каракол хребта Терскей-Ала-Тоо в 7 км от города среди величественных хвойных лесов действует горнолыжная база «Каракол» с пятью (4 кресельных) подъёмниками (перепад высот с 2300 до 3450 метров). В советские времена её использовали для проведения тренировок олимпийской сборной. С панорамной вершины 3040 м над уровнем моря, куда идёт подъёмник, открываются прекрасные виды на высокогорное озеро Иссык-Куль и ближайшие пятитысячники (самый высокий на хребте пик Каракол — 5281 м и остроконечный пик Джигит — 5173 м).

### Климат
Климат в городе умеренно континентальный, с элементами горного и морского. Среднегодовое количество атмосферных осадков составляет 350—450 мм.
| Показатель              | Янв. | Фев. | Март | Апр. | Май  | Июнь | Июль | Авг. | Сен. | Окт. | Нояб. | Дек. | Год |
| ----------------------- | ---- | ---- | ---- | ---- | ---- | ---- | ---- | ---- | ---- | ---- | ----- | ---- | --- |
| Средняя температура, °C | −7   | −6,5 | 0,5  | 6,5  | 11,5 | 14   | 16,5 | 15,5 | 12   | 6    | −0,5  | −4,5 | 5,3 |
| Норма осадков, мм       | 10   | 9    | 18   | 35   | 53   | 49   | 52   | 49   | 42   | 32   | 23    | 14   | 386 |
| Источник: Яндекс погода |      |      |      |      |      |      |      |      |      |      |       |      |     |

## История
После разгрома Цинским Китаем в 1758 году Джунгарского ханства Иссык-Кульские киргизы не вошли в состав Цинской империи, а получили независимость. Пограничная линия обозначилась естественным путем южнее Иссык-Куля по высокогорным хребтам Тянь-Шаня.
В 1820—1830-х годах Кокандское ханство проводит активную торговую и военную экспансию киргизских земель. К иссык-кульским киргизам было направлено предложение присоединиться добровольно. После получения отказа, в 1831 году кокандцами был организован поход на Нарын и Иссык-Куль под руководством Хак-Кулы. В 1832 году, после покорения бугинцев (живших в восточном Прииссыккулье) войсками Хак-Кулы были воздвигнуты небольшие укрепления на берегу озера Иссык-Куль: Каракол, Барскоун (Барскоон) и Конур-Уленг (Конгур-Олен). В каждой из этих крепостей стоял гарнизон кокандцев численностью от 40 до 60 человек, которые охраняли торговые караваны и содействовали чиновникам в сборе налогов. Административно Каракол и все Прииссыккулье входили в Ташкентское наместничество.
В 1843 году иссык-кульские киргизы восстали против Кокандского ханства. Воспользовавшись убийством Мадали-хана, они изгнали кокандских чиновников из укреплений на реках Каракол, Барскон, Конгур-Олен. После этого иссык-кульские киргизы из вышеуказанных укреплений стали независимы. Глава местного племени бугу Боромбай, из-за непрекращающихся войн с сарабагышами и Кокандским ханством и агрессивных притязаний Империи Цин, был вынужден пойти на сближение с Российской империей, которая также проводила военную экспансию в регионе и к тому моменту приблизилась к владениям бугинцев. В 1855 году бугинцы приняли российское подданство.
В 1857 году на Иссык-Куль прибыл отряд Семенова, состоявший из 49 казаков и проводников-бугинцев. Семенов-Тяншанский застал бугинцев и сарыбагышей в состоянии войны. До прибытия отряда сарыбагыши вытеснили бугинцев из всего Прииссыккулья за перевал Санташ, но при слухах о прибытии хорошо вооруженного отряда отступили и отпустили пленных бугинцев. Семенов переправлялся через реку Каракол «на том месте, где через несколько десятков лет после того возник город Каракол», и делал кратковременную остановку «на песчаных берегах Каракола, сильно обросших барбарисом и облепихой», однако не упоминает о каком-либо поселении или остатках крепости. Вероятно, крепость была разрушена и заброшена.
С 1863 году на Иссык-Куле появился постоянный гарнизон российских войск. В 1865 (по другим данным 1864) году в 10 км от будущего Каракола было основано первое русское поселение в Прииссыккулье — военное укрепление Аксуйское.
В 1864 году в Синцзяне произошло восстание мусульман. Калмыки (ойраты), бывшие до 1864 года ближайшими соседями киргизов с востока, жили в Империи Цин на правах военно-служилого сословия, то есть были обязаны поставлять людей в войска и участвовали на стороне цинского правительства в подавлении восстания. После изгнания китайских войск из региона и образования Дунганского ханства сарт-калмаки стали подвергаться грабежам и были вынуждены покинуть свои кочевья. Осенью 1865 года 2000 семейств («кибиток») перекочевали на Иссык-Куль, приняли российское подданство и, заручившись защитой российского гарнизона в Аксуйском, стали кочевать, в том числе, вдоль реки Каракол. В дальнейшем большинство из них перекочевало в другие места, и к 1871 году на Караколе осталось всего 30 семейств. Однако, после начала развития города калмыки стали возвращаться в Каракол.
Аксуйское укрепление располагалось в стороне от караванных путей в Кашгар, поэтому ещё до официального основания Каракола некоторые жители Ак-Су, которых Каульбарс называет «туземцы сарты», переселились в низовья реки Каракол, где ими был основан небольшой поселок. В то же время Каульбарс в одном и том же тексте упоминал, что поселок был «на низовьях реки Каракол», а новый город — «на берегах среднего течения р. Каракол».
1 июля 1869 года, на месте одноимённой крепости Кокандского ханства, было образовано поселение под названием Караколь как военно-административный центр на караванной дороге из Чуйской долины в Кашгарию. На карте 1879 года поселение упоминается как укрепление Каракольское.
Город являлся одним из уездных центров Семиреченской области. По сообщению начальника Иссык-Кульского уезда А. П. Чайковского к 1871 году в Караколе были построены базар из 60 лавок и 16 частных домов. В одной версте выше города по реке было построено военное укрепление. В Караколе была сформирована строгая прямоугольная планировка, каждому застройщику вменялось в обязанность посадить сад и аллею перед своим домом.
В 1872 году чиновник Статистического управления МВД Л. Ф. Костенко описывает город так:
«Через реку построен мост… в Караколе 80 домов и 52 лавки. Здания почти все деревянные, построенные из леса, растущего верстах в семи от города, в горах. В нынешнем году сделано распоряжение о прекращении строить дома из дерева… Сырцовые дома строятся весьма быстро: их и теперь уже сложено до двадцати. Город распланирован правильно, на четырёхугольники, ровными и широкими улицами, число которых ныне простирается до двенадцати… Мельницы имеются только водяные: их пять; заводов и других промышленных заведений пока нет. Население, кроме войск, состоит из 150-ти человек (83 души мужеского пола и 67 женского). Большинство составляют татары и сарты, выходцы из Ташкента и других городов Туркестана. Русских мещан и крестьян 20 душ обоего пола… мусульманское население Каракола тонет в значительном количестве войск, расположенных здесь. В городе расположены, в казармах, целый батальон пехоты, две сотни казаков и одна горная батарея. В окрестностях города, на реке Караколе, есть несколько юрт калмыков, которые нанимаются на черные работы. Главнейшее занятие жителей Каракола — торговля. Татары и сарты торгуют, по преимуществу, с киргизами, приходящими сюда для закупок предметов первой необходимости. Хлебопашество ещё только в зародыше.»
По сообщению французского исследователя Де Уйфальви в 1877 году в Караколе 447 жителей, имеются фортификационные сооружения.
В 1877 году Китай отвоевал территорию государств, образовавшихся в результате мусульманского восстания 1864 года. Зимой 1877/78 года на территорию Российской империи хлынул поток беженцев — таранчей (в современной терминологии — уйгуры), казахов и дунган. 1130 дунган были поселены в селе Ырдык (Мариинское) (где им был выделен земельный надел) и городе Караколе.

До 1887 года в Караколе строились в основном глинобитные дома, но после сильного землетрясения 1887 года город начал преимущественно застраиваться деревянными домами с крылечками, украшенными резьбой. В 1880-х годах Я. И. Корольковым в городе была основана метеостанция. Среди первых жителей Каракола также были татары, которые участвовали в формировании городских торговых рядов на улицах Караванной и Токтогула, возвели татарскую мечеть. Среди татарских купцов были имена Вали Ходжи, Каримовых, Фатиха Сулейманова, а также Хамзы Абдувалиева — деда будущего писателя Чингиза Айтматова. В 1902 году по инициативе Н. М. Барсова была открыта первая в Пржевальском уезде народная библиотека-читальня.

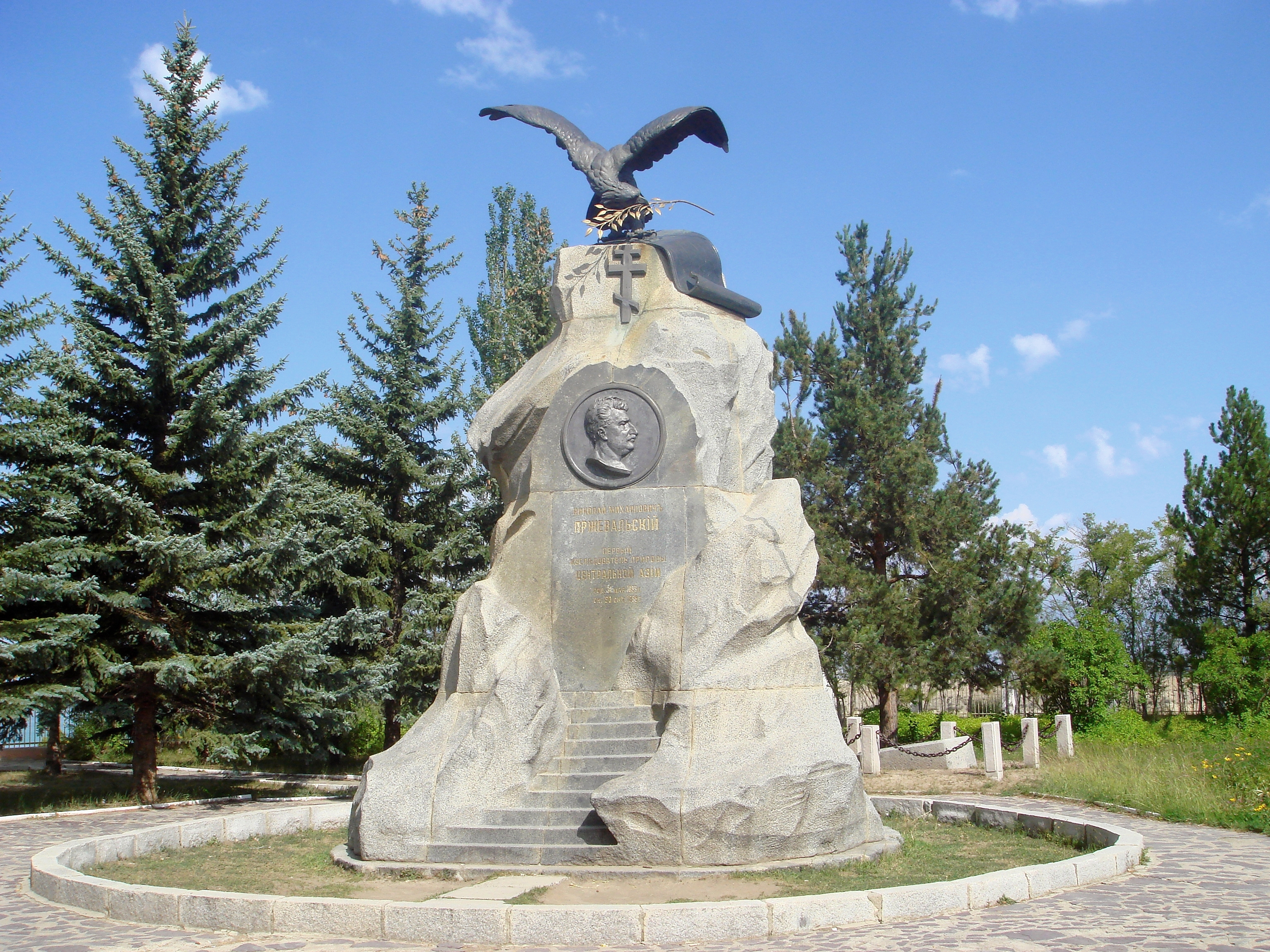
Памятник Н. М. Пржевальскому около его могилы на берегу Иссык-Куля (1894)

Через полгода после смерти путешественника Николая Пржевальского по повелению царя Александра III от 23 марта 1889 года Караколь был переименован в Пржевальск (рус. дореф. Пржевальскъ) «для увековечения в Средней Азии памяти Николая Михайловича Пржевальского», который на пути в своё пятое путешествие умер в Караколе от брюшного тифа. По своему желанию путешественник был похоронен на берегу Иссык-Куля.
С 1890 года население города увеличивается за счёт переселенцев с Украины, Поволжья, губерний чернозёмного центра России. К 1897 году население города составляло 8108 жителей.
С экономической точки зрения город развивался как торговый и административный центр всего Прииссыккулья. В 1894 году 34 % всего бюджета города составляли доходы от торговли. Одновременно стали возникать и промышленные предприятия. В 1877 г. в Караколе купец М. Каримов построил кожевенный завод. В 1907 году по инициативе штабс-капитана В. А. Пьяновского был организован конный завод. К 1914 году, по данным «Сибирского торгово-промышленного ежегодника», в городе и его окрестностях действовало 60 небольших промышленных предприятий: кожевенные заводы, мыловарни, свечно-сальные и канатные предприятия, лесопилки, мельницы, шерстомойки и два завода по производству искусственных вод. Город также являлся пунктом отправления участников многочисленных экспедиций в Центральную Азию, это были известные учёные и путешественники.
В 1922 городу вернули изначальное название Каракол, однако в 1939 году, к столетию со дня рождения Пржевальского, город снова получил название Пржевальск. В 1992 году, после обретения Кыргызстаном независимости, город вновь стал называться Каракол.
В микрорайоне Восход 1 сентября 2013 года открылась новая средняя школа № 15, строительство которой было приостановлено в 1989 году.
В 2023 году в состав города вошёл Челпекский аильный округ Ак-Сууского района.

## Экономика

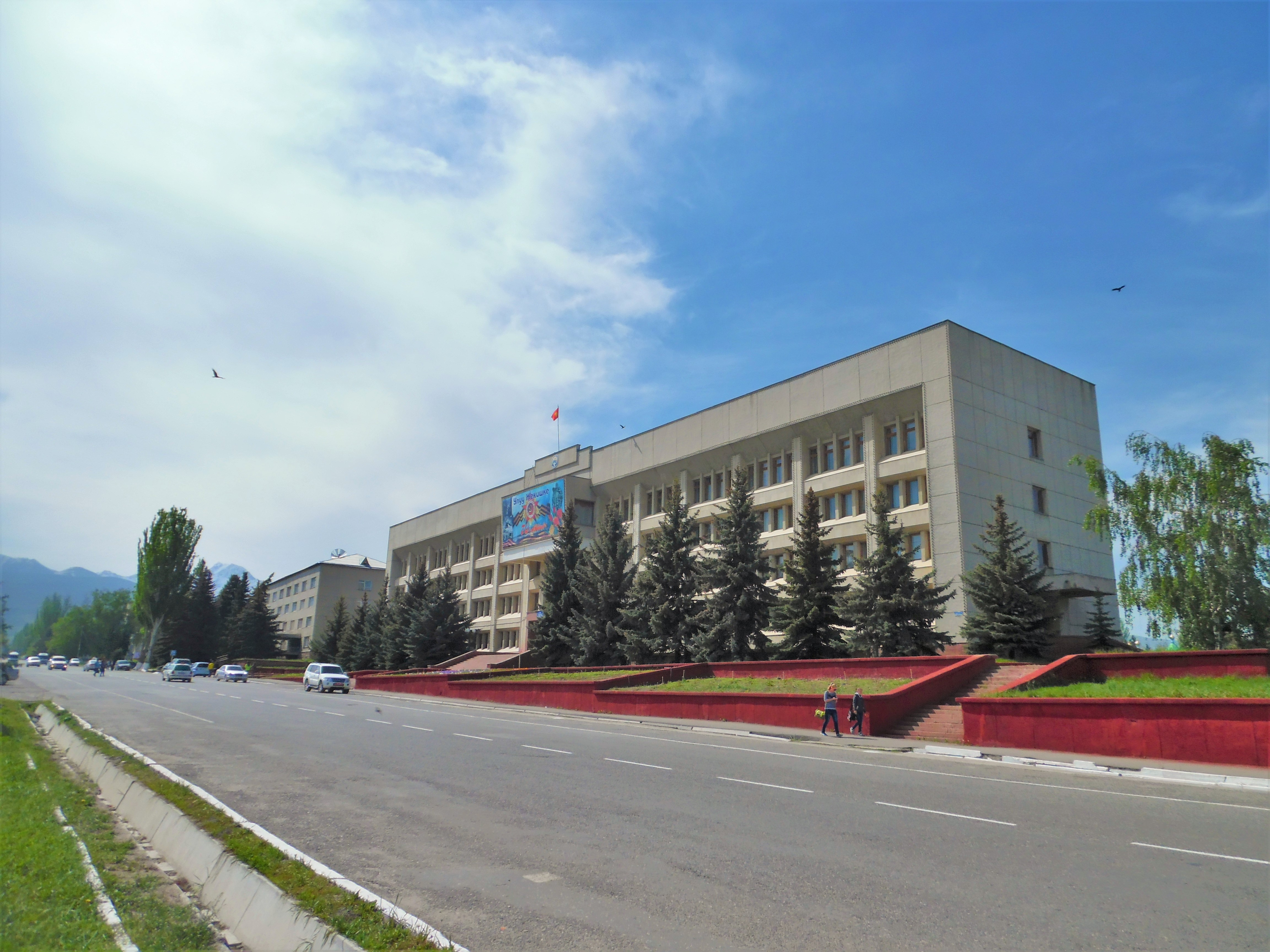
Здание областной администрации

Каракол — основной промышленный центр Иссык-Кульской области: АО «Иссыккульэлектро» (машиностроение); пищевая и перерабатывающая промышленность — АО «Каракол-Буудай» (переработка зерна), АО «Ак-Булак» (переработка молока), АО «Сейил» (производство безалкогольных напитков), АО «Тоштук» (производство и переработка мяса); АО «Темир-Бетон» (производство строительных материалов); ОсОО «Айко-Сейко» (лёгкая промышленность). Правительством Кыргызстана учреждена СЭЗ (свободно-экономическая зона) «Каракол».
Недалеко от города у села Койсары (Покровка) расположилась 954-я испытательная база противолодочного вооружения ВМФ России по испытанию торпедного и минного вооружения.

## Образование
Из учебных заведений в городе действуют: Иссык-Кульский государственный университет имени Касыма Тыныстанова, Институт кооперации имени Алышпаева, Каракольский филиал Московского института предпринимательства и права, Иссыккульский центр юридической академии, Медицинское училище, Педагогическое училище, Музыкальное училище, Кооперативный техникум, а также 15 средних школ, 2 школы-гимназии и 2 школы-лицея.

## Городские символы

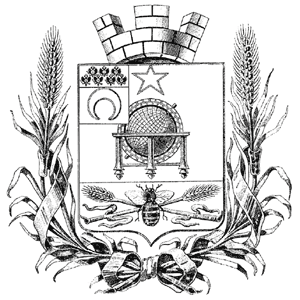
Герб Пржевальска (1908)

Герб города Пржевальска был высочайше утверждён 19 марта 1908 года —
В черном щите серебряный глобус с золотым меридианом и подставкою, сопровождаемый сверху золотою о пяти лучах звездою. В золотой оконечности щита два накрест положенные червленые колосья, обремененные в точке пересечения натуральною пчелою. В вольной части герб Семиреченской области. Щит увенчан серебряною о трех зубцах башенною короною и окружен двумя золотыми колосьями, соединенными Александровской лентою.Полное собрание законов Российской империи
Современные герб и флаг города Каракола были утверждены по итогам конкурса по созданию символов города (герба, флага и гимна), организованного в марте 2007 года городским советом и мэрией города. Основная композиция герба и флага состоит из элементов солнца и головы оленя с рогами.

## Население
| 1889 | 1897  | 1939    | 1959    | 1970    | 1979    | 1989    | 1999    | 2009    | 2017    | 2021    | 2022    |
| ---- | ----- | ------- | ------- | ------- | ------- | ------- | ------- | ------- | ------- | ------- | ------- |
| 5000 | ↗8107 | ↗21 193 | ↗32 565 | ↗42 262 | ↗50 830 | ↗61 521 | ↗64 322 | ↘63 710 | ↗70 400 | ↗84 351 | ↗85 588 |

### Конец XIX века
По данным переписи 1897 года в городе Пржевальск было 8 108 жителей (4677 мужчин и 3431 женщин).
Распределение населения по родному языку в 1897 году:
- русский язык — 35,4 %
- сартский — 27,0 %
- киргиз-кайскский — 16,8 %
- татарский — 6,6 %
- китайский — 10,6 %
- украинский — 1,0 %
- калмыкский — 1,0 %
- таранчи — 0,5 %
- остальные — 1,0 %

В Пржевальском уезде в целом в 1897 году проживало 147 517 человек, распределение населения по родному языку было следующим:
- киргиз-кайсаки — 87,0 %
- великоруссы — 6,4 %
- сарты — 2,1 %
- китайцы — 1,4 %
- украинцы — 1,2 %
- калмыки — 1,1 %
- татары — 0,6 %
- черемисы — 0,2 %
- таранчи — 0,02 %
- остальные — 0,07 %

| Год  | Население |
| ---- | --------- |
| 2021 | 84 351    |
| 2009 | 63 377    |
| 1999 | 64 322    |
| 1989 | 62 617    |
| 1979 | 50 830    |
| 1970 | 42 262    |
| 1959 | 32 565    |
| 1939 | 21 193    |

### Начало XXI века
| Этнос    | г. Каракол           | г. Каракол | г. Каракол (без пгт)           | г. Каракол (без пгт) |
| Этнос    | Численность, человек | %          | Численность населения, человек | %                    |
| -------- | -------------------- | ---------- | ------------------------------ | -------------------- |
| Киргизы  | 44 878               | 67,7       | 43 951                         | 69,3                 |
| Русские  | 12 343               | 18,6       | 10 762                         | 17,0                 |
| Уйгуры   | 2530                 | 3,8        | 2493                           | 3,9                  |
| Узбеки   | 2182                 | 3,3        | 2156                           | 3,4                  |
| Татары   | 1152                 | 1,8        | 1102                           | 1,7                  |
| Дунгане  | 943                  | 1,4        | 942                            | 1,5                  |
| Казахи   | 708                  | 1,1        | 678                            | 1,1                  |
| Калмыки  | 679                  | 1,0        | 544                            | 0,9                  |
| Украинцы | 459                  | 0,7        | 353                            | 0,6                  |
| другие   | 420                  | 0,6        | 397                            | 0,6                  |
| ВСЕГО    | 66 294               | 100        | 63 377                         | 100                  |

## Достопримечательности
- Собор Святой Троицы — деревянная городская церковь. Была построена в 1895 году на кирпичном основании старого храма, разрушенного землетрясением 1889 года. В годы советской власти здание использовалось как детская спортивная школа. В 1995 году возвращено в собственность православной общины[53].

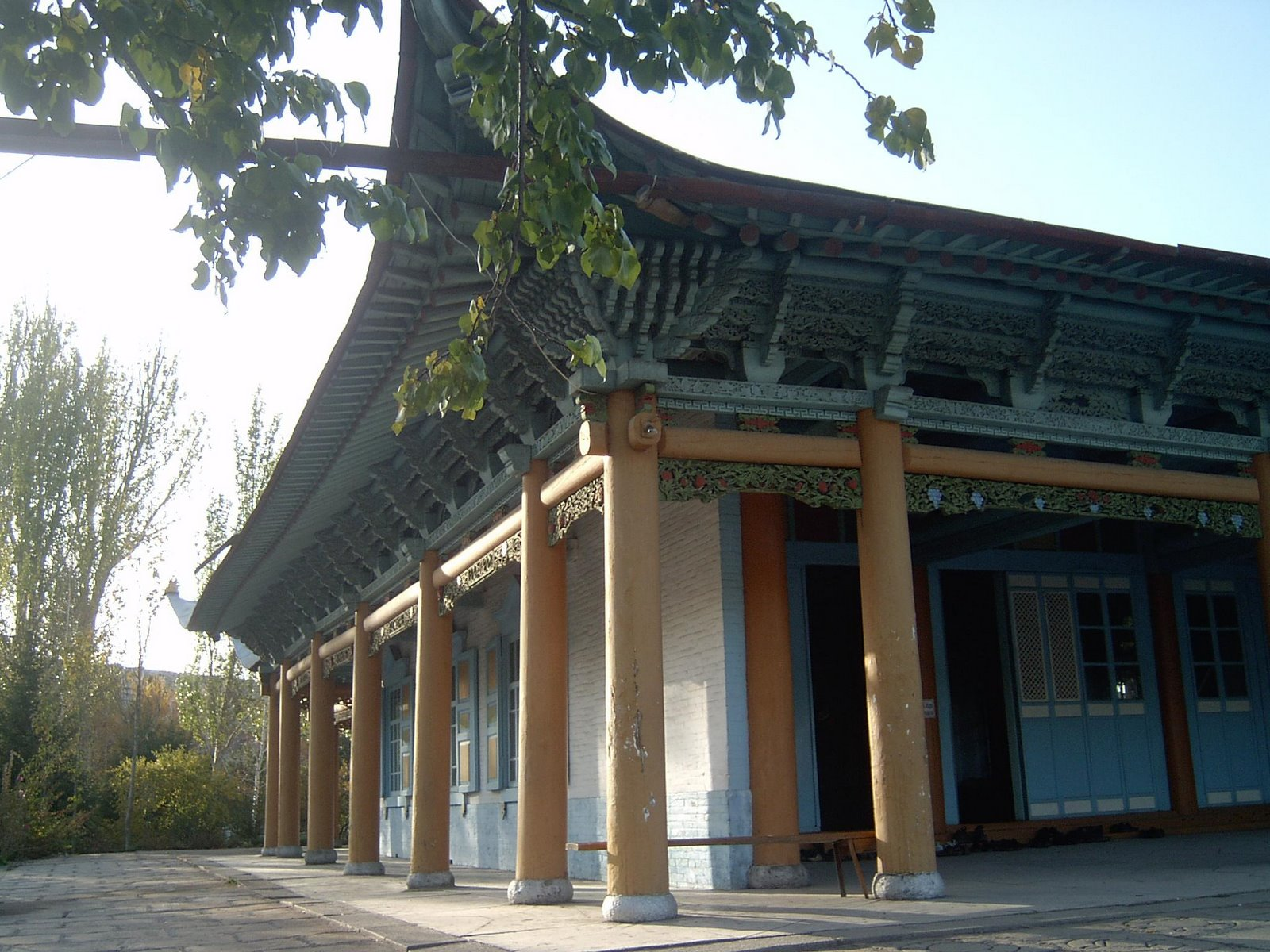
Дунганская мечеть в виде пагоды

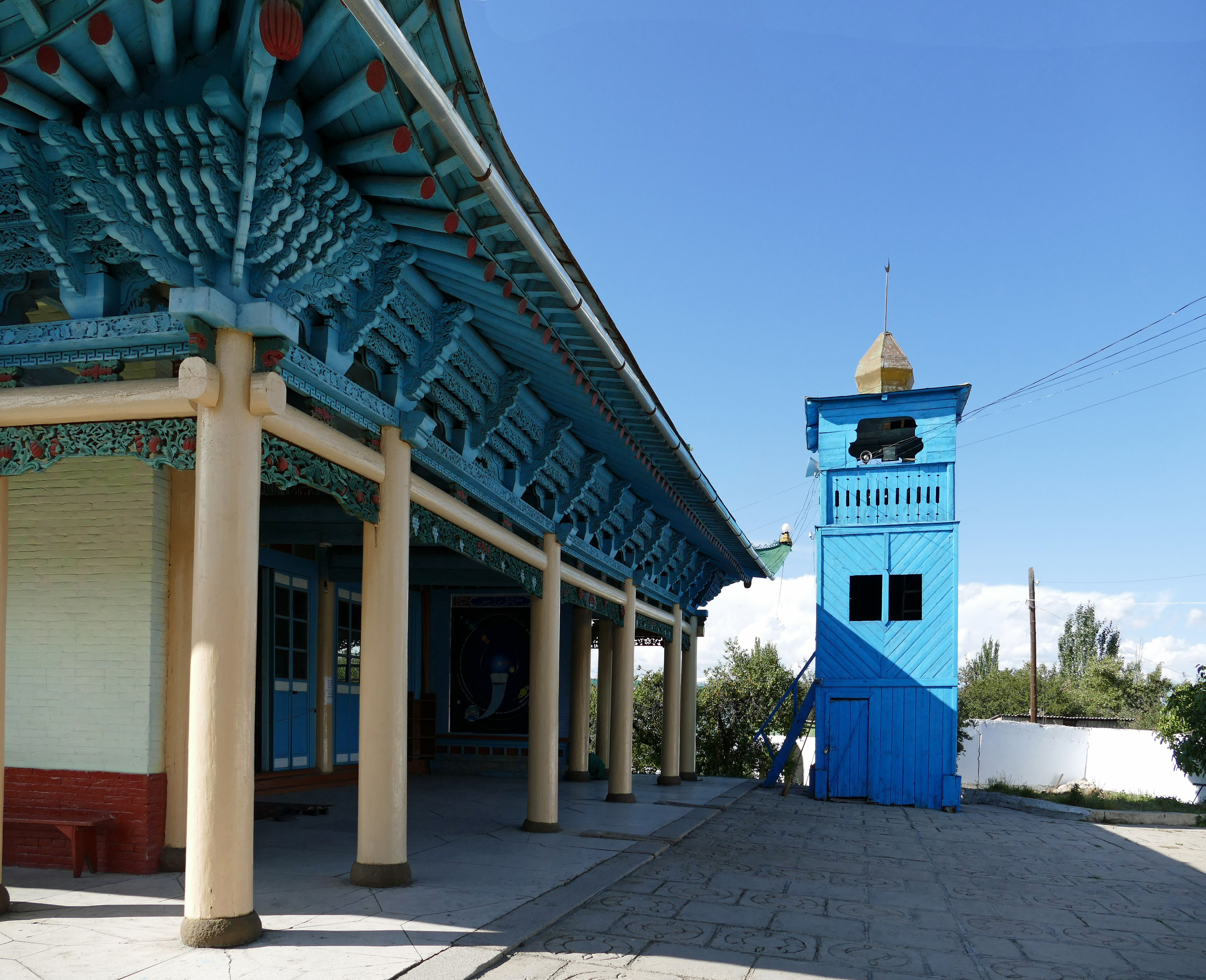
Деревянный минарет

- Дунганская мечеть в виде пагоды Деревянный минаретДунганская мечеть — мечеть 1910 года постройки выполненная в уникальном архитектурном стиле — в виде буддийской пагоды. Центральная мечеть Прииссыкулья была построена по инициативе дунгана Ибрагима Аджи, который пригласил из Пекина для строительства мечети архитектора Чоу Сэу и 20 резчиков с навыками традиционной китайской архитектуры. В строительстве хозяйственных построек и других работах участвовали местные умельцы. Строительство мечети началось в 1904 году и было завершено в 1910 году. Использование традиционной техники позволило строителям построить мечеть без гвоздей. Мечеть вмещает 42 столпа, а окружающий здание многоярусный деревянный карниз украшен изображениями таких растений, как виноград, гранаты, груши и персики. С 1929 по 1947 год (в советское время) мечеть использовалась в качестве склада. В 1947 году здание было передано мусульманской общине и с тех пор продолжает функционировать как мечеть.
- Татарская мечеть — старейшая мечеть в Караколе, построена в XIX веке татарской общиной города в типичном стиле татарских мечетей с минаретом на крыше[54][55]. Первая мечеть была открыта в 1850-х годах. В 1878 году под предводительством казанского муллы Мухтуруллы Баширова на народные средства начинается строительство нынешней татарской мечети и завершается в 1887 году[55][56]. Богослужения проводились на татарском языке. Просторная мечеть была возведена с высоким качеством и надежностью, имела два минарета высотой 31 и 20 метров, при этом архитекторы избегали излишней декоративности. Спустя 23 года рядом с ней было построено здание медресе[57]. В медресе обучались не только татарские дети, но и представители других мусульманских народов[57]. В конце XIX века этнолог А. В. Васильев отмечал, что «нравственное влияние татар на киргизов и авторитет татар в степи был велик»[56]. В кыргызских школах преобладали татарские учителя, а первая книга на кыргызском была опубликована в 1913 году в местном татарском издательстве[34]. В предреволюционный период открывались новометодные школы Гаспримского. В советское время минареты мечети были демонтированы, а само здание использовалась в различных целях, в том числе в качестве кинотеатра[57][54]. В постсоветский период здание, к тому моменту пришедшее в упадок, вернули верующим. После проведения небольшого ремонта мечеть снова открылась для посетителей. Однако первоначальный облик минаретов не был восстановлен[57].
- Городской исторический музей — показывает природу Иссык-Кульской области, а также историю, культуру и этнологию местных народов начиная с бронзового века. До революции небольшое здание музея было летним домом купца Ильина 1880 года постройки.
- Дом купца Хамзы Каримова — каменный дом 1905 года постройки в торговые рядах города (на улицах Караванной и Токтогула). Торговые ряды старого Каракола были в основном основаны татарскими купцами, к числу которых относится Хамза Каримов[36]. Памятник архитектуры местного значения[36].
- Зоопарк Бугу-Эне — городской зоопарк, основан в 1987 году. Это единственный зоопарк в Кыргызстане. Также имеются ипподром (с 1959) и скотный двор[54].

### Окрестности Каракола

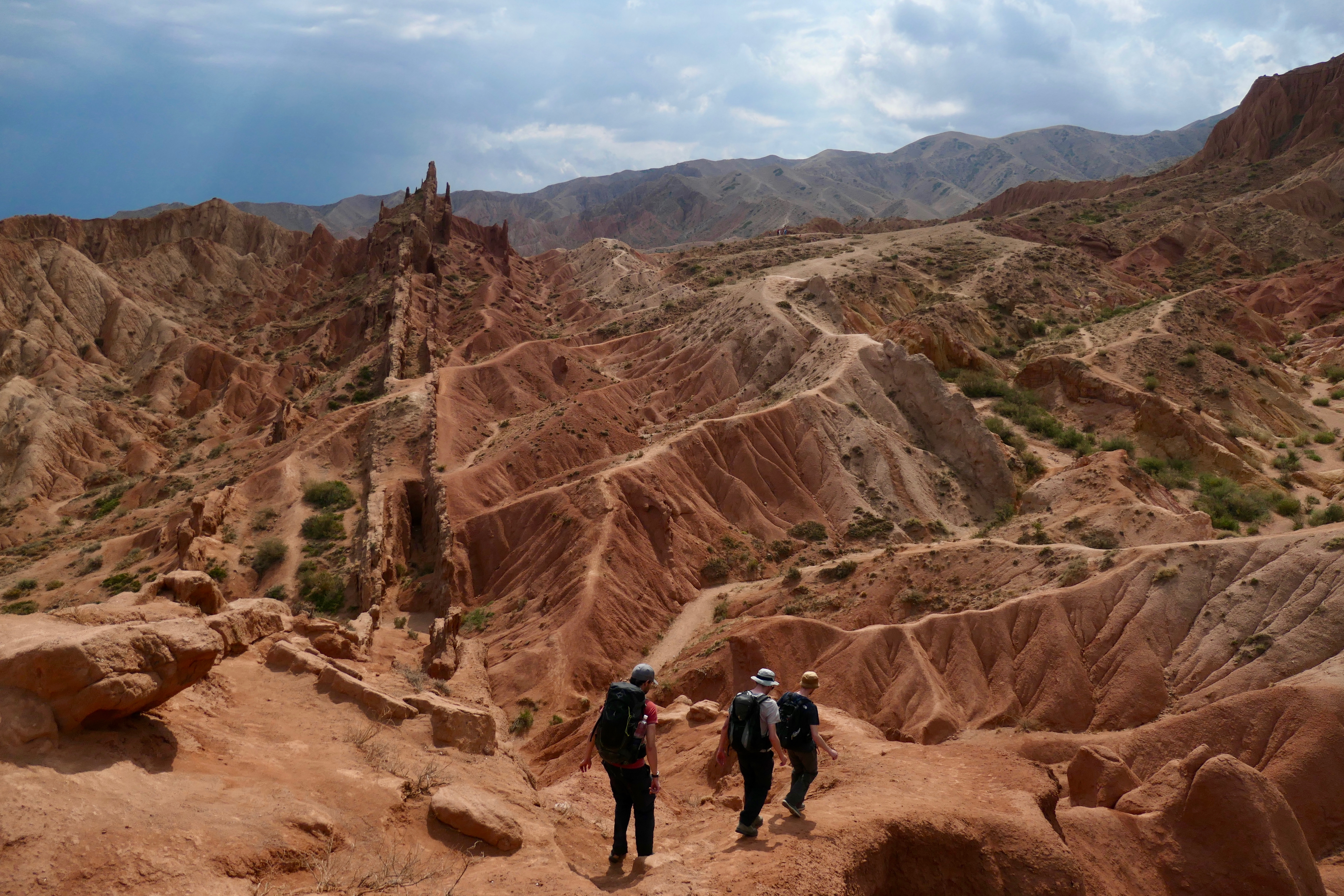
Туристы исследуют каньон «Сказка»

- Туристы исследуют каньон «Сказка»Мемориальный музей Н. М. Пржевальского был открыт 29 апреля 1957 года в 10 километрах от города Каракол, в поселке Пристань-Пржевальск.
- Горячие природные источники «Алтын-Арашан» расположены в ущелье Арашан, в 10 км от Каракола, возле села Ак-Суу. Неподалёку, в 30 минутах езды от Каракола, действует горнолыжная база «Каракол» с пятью подъёмниками (подробнее см. раздел «География» выше).
- Долина Барскоон — охраняемая государством (c 1975) территория в Джети-Огузском районе, в 90 км к юго-западу от Каракола. На одном из притоков реки Барскоон есть два водопада: на вершине горы и на склоне горы.
- Каньон «Сказка» был назван из-за его причудливого скалистого ландшафта, который в течение многих тысячелетий был преобразован ветром в фигурные скульптуры и образования.
- С 2001 года открыто для посещения туристами солёное озеро, которое фигурирует в туристических буклетах как «Мёртвое озеро Кыргызстана».
- В окрестностях Каракола археологами исследовано городище Чон-Койсу, датированное XIV и XV веками[2].
- Прогулки на каяках по заливу Пржевальского.

## Города-побратимы
- Ашвилл, Северная Каролина, Соединённые Штаты
- Гебзе, Коджаэли, Турция